# مسألة روما

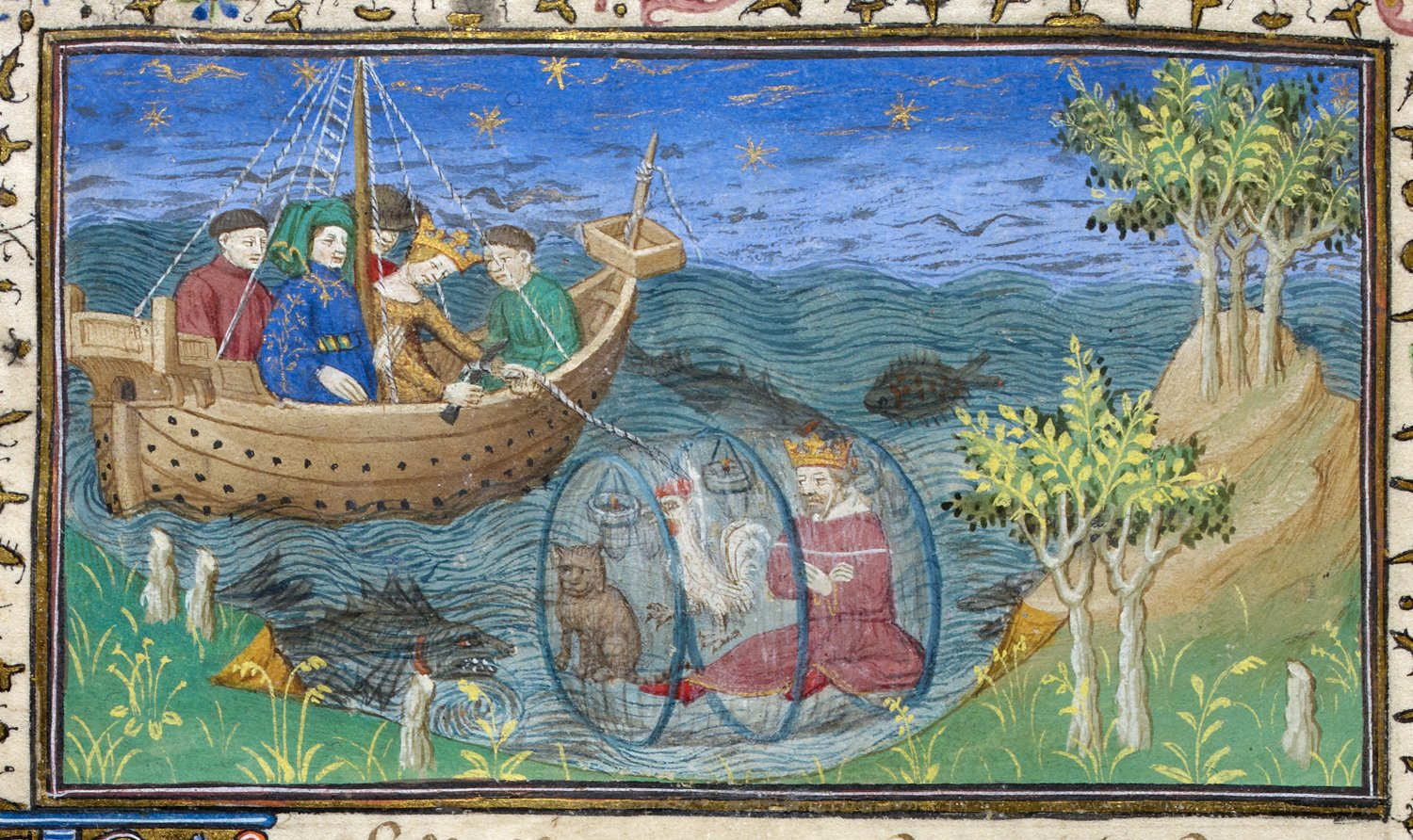
تفاصيل مجسم مصغر للإسكندر تم إنزاله في البحر في برميل مع قطة وديك

مسألة روما (بالإنجليزية: Matter of Rome)‏ وفقا لشاعر العصور الوسطى جين بوديل [الإنجليزية]، تعني مسألة روما الدورة الأدبية المكونة من الأساطير اليونانية والرومانية، بالإضافة إلى مجموعة من حلقات لتاريخ العصور القديمة الكلاسيكية، مع لفت الانتباه إلى الأبطال العسكريين مثل الإسكندر الأكبر ويوليوس قيصر. قام بوديل بتقسيم جميع الدورات الأدبية التي يعرفها بشكل جيد إلى «مسألة بريطانيا، ومسألة فرنسا ومسألة روما» (على الرغم من وجود الرومانسية أيضا «غير الدورية»). شملت مسألة روما أيضاً ما يشار إليه باسم مسألة تروي، ويتألف من الرومانسيات والنصوص الأخرى القائمة على حرب طروادة وآثارها لاحقا، بما في ذلك مغامرات إينياس.